# Jean Audran

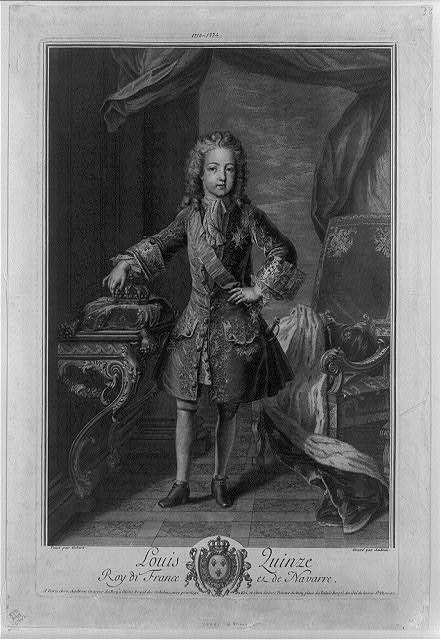
Lluís XV de França segons Jean Audran

Jean Audran (Lió, 1667- París, 1756) fou un pintor francès, germà de Benoît Audran el Vell, i tercer fill de Germain Audran. Havent après la tècnica pictòrica amb el seu pare, va ser posat sota la cura del seu oncle, el famós Gérard Audran, a París. Abans de complir la vintena ja havia esdevingut un important i reconegut gravador a causa d'una habilitat poc comú. El 1706 va ser nomenat gravador del rei, amb una pensió i apartaments als Gobelins. Fou un dels gravadors més perfeccionistes de l'època, imitant l'estil del seu oncle. Va morir el 1756. Al Museu Nacional d'Art de Catalunya es pot veure una obra seva, Entrada d'Alexandre el Gran a Babilònia, realitzada conjuntament amb Charles Le Brun. Al Museu Romàntic Can Papiol de Vilanova i la Geltrú s'hi pot veure la seva obra Le Couronnement de la Reine, realitzada conjuntament amb Jean Nattier.